# Nokia Open 1995
Nokia Open 1995 — тенісний турнір, що проходив на закритих кортах з твердим покриттям у Пекіні (КНР). Належав до серії World в рамках Туру ATP 1995, а також до серії Tier IV в рамках Туру WTA 1995. Чоловічий турнір тривав з 16 до 22 жовтня, а жіночий - з 25 вересня до 1 жовтня 1995 року.

## Фінальна частина

### Одиночний розряд, чоловіки
Майкл Чанг —  Ренцо Фурлан 7–5, 6–3
- Для Чанга це був 4-й титул за сезон і 23-й - за кар'єру.

### Одиночний розряд, жінки
Лінда Вілд —  Ші-тін Ван 7–5, 6–2
- Для Вілд це був 3-й титул за сезон і 7-й — за кар'єру.

### Парний розряд, чоловіки
Томмі Го /  Себастьян Ларо —  Дік Норман /  Фернон Віб'єр 7–6, 7–6
- Для Го це був 3-й титул за сезон і 4-й - за кар'єру. Для Ларо це був 2-й титул за кар'єру.

### Парний розряд, жінки
Клаудія Порвік /  Лінда Вілд —  Стефані Роттьєр /  Ші-тін Ван 6–1, 6–0
- Для Порвік це був 2-й титул за сезон і 6-й — за кар'єру. Для Вілд це був 4-й титул за сезон і 8-й — за кар'єру.